# 이영우 (1945년)
이영우(李英雨, 1945년 10월 14일 ~ )은 대한민국의 교육인이며 제14, 15, 16대 경상북도교육감이다. 경북대 국어교육과를 졸업하고 ROTC 7기로 중위 제대한 뒤 1973년 9월 영천 영안중 교사를 시작으로 교직에 첫 발을 디뎠다. 그 뒤 금천고, 안덕고, 남정중 등에서 교편을 잡았고 예천종합고 교감, 영주교육청 장학사, 계림중 교장, 김천고 교장 등을 두루 거쳤다.
37년간 교직 및 교육전문직 생활을 마감한 뒤에는 사립 학교인 김천고등학교에서 초빙 교장으로 재직했다.
이 때 조병인 전 도교육감이 중도 하차하면서 치러진 보궐선거에서 당선돼 첫 직선제 경상북도교육감으로 취임하였으며 이후 2010년과 2014년에 이루어진 전국동시지방선거에서도 교육감으로 당선되었다.

## 학력
- 자인초등학교 졸업
- 자인중학교 졸업
- 대륜고등학교 졸업
- 경북대학교 국어교육학 학사

## 경력
- 군복무(ROTC 복무 만기 소집 해제)(1969.03 ~ 1973.06)
- 영안중학교 교사(1973.09 ~ 1977.03)
- 남정중학교 교사(1977.03 ~ 1982.03)
- 금천고등학교 교사(1982.03 ~ 1987.03)
- 울릉중학교 태하분교 교사(1987.03 ~ 1991.03)
- 안덕고등학교 교사(1991.03 ~ 1996.03)
- 예천종합고등학교 교감(1996.03 ~ 1997.02)
- 경상북도영주교육청 장학사(1997.03 ~ 1999.08)
- 김천상업고등학교 교장(1999.09~2000.09)
- 계림고등학교 교장(2000.09 ~ 2002.02)
- 경상북도교육청 중등교육과 장학관(2002.03 ~ 2003.08)
- 경상북도교육청 중등교육과 과장(2003.09 ~ 2005.02)
- 경상북도교육청 교육정책국 국장(2005.03 ~ 2008.02)
- 김천고등학교 교장(2008.03 ~ 2009.01)
- 대한적십자사 경상북도지사 상임위원
- 전국산림보호협회 중앙회 고문
- 제14대 경상북도교육청 교육감(2009.04 ~ 2010.06)
- 제15대 경상북도교육청 교육감(2010.07 ~ 2014.06)
- 제16대 경상북도교육청 교육감(2014.07 ~ 2018.06)

## 수상
- 경상북도교육감 표창
- 교육부장관 표창
- 홍조근정훈장

## 역대 선거 결과
|  | 42.24% |

|  | 73.87% |

|  | 52.07% |

| 전임 조병인 (권한대행)임승빈 | 제14·15·16대 경상북도교육감 2009년 4월 30일 ~ 2018년 6월 30일 | 후임 임종식 |